# Wushan (köpinghuvudort i Kina, Hubei Sheng, lat 32,31, long 111,36)
Wushan (kinesiska: 五山, 五山镇) är en köpinghuvudort i Kina. Den ligger i provinsen Hubei, i den centrala delen av landet, omkring 340 kilometer nordväst om provinshuvudstaden Wuhan. Antalet invånare är 26 932. Befolkningen består av 13 805 kvinnor och 13 127 män. Barn under 15 år utgör 18,0 %, vuxna 15-64 år 70 %, och äldre över 65 år 11,0 %.
Runt Wushan är det ganska tätbefolkat, med 214 invånare per kvadratkilometer. Närmaste större samhälle är Shihua, 9,9 km öster om Wushan. Trakten runt Wushan består till största delen av jordbruksmark.
Genomsnittlig årsnederbörd är 980 millimeter. Den regnigaste månaden är augusti, med i genomsnitt 203 mm nederbörd, och den torraste är januari, med 9 mm nederbörd.